# Municipio de Black Hammer
El municipio de Black Hammer (en inglés: Black Hammer Township) es un municipio ubicado en el condado de Houston en el estado estadounidense de Minnesota. En el año 2010 tenía una población de 245 habitantes y una densidad poblacional de 2,65 personas por km².

## Geografía
El municipio de Black Hammer se encuentra ubicado en las coordenadas 43°38′23″N 91°41′9″O / 43.63972, -91.68583. Según la Oficina del Censo de los Estados Unidos, el municipio tiene una superficie total de 92.41 km², de la cual 92,28 km² corresponden a tierra firme y (0,13 %) 0,12 km² es agua.

## Demografía
Según el censo de 2010, había 245 personas residiendo en el municipio de Black Hammer. La densidad de población era de 2,65 hab./km². De los 245 habitantes, el municipio de Black Hammer estaba compuesto por el 96,33 % blancos, el 0,41 % eran afroamericanos, el 2,45 % eran asiáticos y el 0,82 % eran de una mezcla de razas. Del total de la población el 1,22 % eran hispanos o latinos de cualquier raza.